# Petrus Hörnstén
Petrus Jonsson Hörnstén (i riksdagen kallad Hörnsten i Bjästa), född 28 juli 1862 i Nätra socken, död där 10 januari 1911, var en svensk lantbrukare och riksdagsledamot (liberal).
Petrus Hörnstén, som kom från en bondesläkt, var lantbrukare i Nässjö i Nätra. Han anlitades också i stora delar av Norrland som föredragshållare om nykterhetsfrågor.
Han var riksdagsledamot i andra kammaren 1903–1908 för Nätra och Nordingrå domsagas valkrets. I riksdagen tillhörde han Frisinnade landsföreningens riksdagsgrupp Liberala samlingspartiet. Han var bland annat ledamot i 1906–1908 års tillfälliga utskott och engagerade sig exempelvis för kvinnlig rösträtt och för skärpt lagstiftning kring alkohol och tobak. I riksdagen skrev han 19 egna motioner, bland annat om ändringar i folkskolestadgan, om inskränkning av tobaksförbrukningen bland uppväxande ungdom, om försäljning av brännvin, om valrätt och valbarhet för kvinnor, om järnvägsfrågor som järnvägens stängselskyldighet och anslag till utfartsvägar från järnvägsstationer. En motion avsåg progressiv beskattning av barnlösa personer.

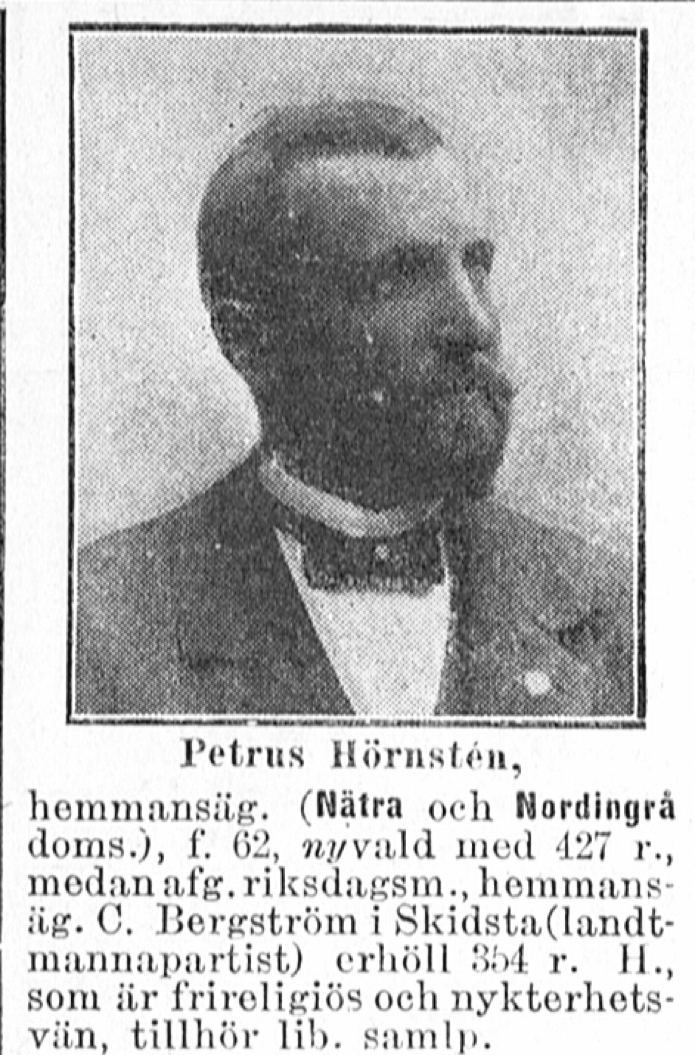
1903 års riksdag